# Русько-візантійський договор (1043)
Русько-візантійський договір 1043 — міжнародний договір між Київською Руссю і Візантією. Регулював русько-візантійські відносини.
Укладений у липні 1043 і мав два варіанти — один середньогрецькою (не зберігся) і один старослов'янською мовами. Зберігся в пізніших списках руських літописів, зокрема, в «Повісті минулих літ». Одне з найдавніших письмових джерел з руського права.
Договір підбив підсумок русько-візантійської війни 1043. Воєвода Вишата відпущений з полону і повернувся до Києва. Зацікавленість Візантії у мирі була викликана новою загрозою її північним кордонам із боку печенігів. Русь знову ставала союзником Візантії, вже в 1047 руські загони билися у її армії проти бунтівника Льва Торника. Незабаром союз був скріплений шлюбом князя Всеволода Ярославича з візантійською царівною, яку руські літописи називають дочкою імператора Костянтина Мономаха (Мономахиня).